# Торрефранка, Фаусто
Фа́усто Ака́нфора ди Торрефра́нка (итал. Fausto Acanfora di Torrefranca; 1 февраля 1883, Вибо-Валентия, Калабрия, Италия — 26 ноября 1955, Рим, Лацио, Италия) — итальянский музыковед, критик и педагог.

## Биография
Окончил Туринский политехнический университет, став дипломированным инженером. Параллельно публиковал музыкально-критические статьи в журнале «Rivista Musicale Italiana», с которым непрерывно сотрудничал с 1907 года. С 1913 года преподавал историю музыки в Римском университете Ла Сапиенца, где он впервые в Италии организовал кафедру истории музыки и музыкальной эстетики. В 1930—1935 годах преподавал в Католическом университете Святого Сердца. В 1941 году становится профессором Флорентийского университета. Работал в библиотеке при Неаполитанской консерватории. В 1950-х годах вице-президент Международного музыкального совета. Автор работ, посвящённых инструментальной музыке XVIII века, истории музыкальных стилей, сонатной формы, музыкальной эстетике.
На его родине проводится ежегодный Международный конкурс пианистов «Fausto Torrefranca — Citta di Vibo Valentia».

## Сочинения
- Le origini della musica. Torino: Fratelli Bocca, 1907
- La vita musicale dello spirito. Torino: Fratelli Bocca, 1910
- Giacomo Puccini e l'opera internazionale. Torino: Fratelli Bocca, 1912
- Le sinfonie dell'imbrattacarte (Giovanni Battista Sammartini). Torino: Fratelli Bocca, 1915
- Le origini italiane del romanticismo musicale 1930
- Il segreto del Quattrocento: musiche ariose e poesia popolaresca. Milano: Ulrico Hoepli, 1939
- Giovanni Benedetto Platti e la sonata moderna, amb apèndix de Fritz Zobeley i tex musical. Milano: Ricordi, 1963
- Avviamento alla storia del quartetto italiano; amb introducció i notes d'Alfredo Bonaccorsi. Roma: ERI, 1966

## Награды
- 1953 — Премия Фельтринелли